# DIALIGN-TX
DIALIGN-TX é um programa de alinhamento múltiplo de seqüência escrita por Amarendran R. Subramanian e é uma melhoria substancial do DIALIGN-T, combinando estratégias de alinhamento gananciosas e progressivas em um novo algoritmo.
O programa original, DIALIGN-T é uma reimplementação do programa de alinhamento múltiplo DIALIGN, de Burkhard Morgenstern. Devido a várias melhorias de algoritmos, ele produz alinhamentos significativamente melhores em conjuntos de seqüências tanto localmente quanto globalmente em relação as versões anteriores do DIALIGN. DIALIGN é baseado na computação de blocos livres de lacunas entre pares de segmentos (diagonais). No entanto, como na implementação original do programa, DIALIGN-T utiliza uma abordagem gananciosa simples e direta para montar alinhamentos múltiplos de seqüência a partir de de semelhanças locais entre pares. Tais abordagens gananciosas podem ser vulneráveis a falsas semelhanças aleatórias e podem, portanto, levar a resultados abaixo do ideal. DIALIGN-TX é uma melhoria substancial de DIALIGN-T, que combina o algoritmo ganancioso anterior com uma abordagem de alinhamento progressivo.